# Fulvio Valbusa
Fulvio Valbusa (n. 15 februarie 1969, Verona, Italia) este un schior de fond ce a reprezentat Italia, medaliat olimpic. A participat la 5 ediții ale Jocurilor Olimpice (1992, 1994, 1998, 2002, 2006) în care a câștigat o medalie de aur.